# 长青街道 (赤峰市)
长青街道，是中华人民共和国内蒙古自治区赤峰市红山区下辖的一个乡镇级行政单位。

## 行政区划
长青街道下辖以下地区：
热电社区、火花路社区、花园社区、长青社区、南上台子社区和东树林社区。